# Meistaradeildin (1966)
Meistaradeildin 1966 – 24. sezon pierwszej ligi piłki nożnej archipelagu Wysp Owczych. W sezonie brało udział 5 zespołów, gdyż w rozgrywkach ponownie wziął udział klub VB Vágur. Zwycięzcą został KÍ Klaksvík, pokonując zwycięzcę poprzedniego sezonu, HB Tórshavn.

## Uczestnicy
| Uczestnicy Meistaradeildin 1965                                                                               | Uczestnicy Meistaradeildin 1965 | Uczestnicy Meistaradeildin 1965 | Uczestnicy Meistaradeildin 1965 |
| --- | ------------------------------- | ------------------------------- | ------------------------------- |
| HB | HB Tórshavn                     | 1                               |                                 |
| B36 | B36 Tórshavn                    | 2                               |                                 |
| KÍ | KÍ Klaksvík                     | 3                               |                                 |
| TB | TB Tvøroyri                     | 4                               |                                 |
| Nowi uczestnicy                                                                                               |                                 |                                 |                                 |
| VB | VB Vágur                        |                                 |                                 |
| Oznaczenia: - kolumna pierwsza – skróty nazw drużyn, - kolumna trzecia – miejsce zajęte w poprzednim sezonie. |                                 |                                 |                                 |

## Rozgrywki

### Tabela
| Lp. | Drużyna         | M | Z | R | P | Bramki | Bramki | Różn. | Pkt | Uwagi |
| --- | --------------- | - | - | - | - | ------ | ------ | ----- | --- | ----- |
| 1   | KÍ Klaksvík (M) | 8 | 7 | 0 | 1 | 32     | 8      | +24   | 14  |       |
| 2   | HB Tórshavn     | 8 | 5 | 0 | 3 | 34     | 10     | +24   | 10  |       |
| 3   | B36 Tórshavn    | 8 | 4 | 1 | 3 | 15     | 18     | −3    | 9   |       |
| 4   | TB Tvøroyri     | 8 | 3 | 0 | 5 | 15     | 26     | −11   | 6   |       |
| 5   | VB Vágur        | 8 | 0 | 1 | 7 | 8      | 42     | −34   | 1   |       |

### Wyniki spotkań
| Gospodarz \ Gość | B36 | HB   | KÍ  | TB  | VB  |
| B36 Tórshavn     |     | 0:2  | 1:0 | 3:2 | 2:1 |
| HB Tórshavn      | 3:2 |      | 2:4 | 8:0 | 9:0 |
| KÍ Klaksvík      | 7:0 | 2:1  |     | 5:0 | 6:1 |
| TB Tvøroyri      | 1:5 | 2:0  | 1:3 |     | 6:0 |
| VB Vágur         | 2:2 | 0:91 | 2:5 | 2:3 |     |

Aktualne na 14 marca 2015. Źródło: FaroeSoccer.com
Objaśnienia:
1Drużyna gospodarzy jest wymieniona po lewej stronie tabeli.
Kolory: zielony – zwycięstwo gospodarzy, żółty – remis, różowy – zwycięstwo gości.
Objaśnienia:
1. Mecz przerwano w 43. minucie po oprotestowaniu przez zawodników HB Tórshavn rzutu karnego dla VB Vágur. Ostatecznie HB przyznano zwycięstwo walkowerem w wysokości najwyższego zwycięstwa uzyskanego wcześniej w lidze[1].

## Sędziowie
Następujący arbitrzy sędziowali poszczególne mecze Meistaradeildin 1963:
| Kraj        | Imię i nazwisko    | Klub | Data urodzenia | Debiut w Meistaradeildin | Mecze w Meistaradeildin | Mecze w sezonie 1966 |
| ----------- | ------------------ | ---- | -------------- | ------------------------ | ----------------------- | -------------------- |
| Wyspy Owcze | Mervyn Dimon       | ?    | 11.07.1925     | ?                        | ?                       | 1                    |
| Wyspy Owcze | Birgir Hansen      | ?    | 08.02.1942     | ?                        | ?                       | 1                    |
| Wyspy Owcze | Sverre Midjord     | ?    | 02.04.1933     | ?                        | ?                       | 3                    |
| Wyspy Owcze | Tobbi Mikkelsen    | ?    | 03.06.1936     | ?                        | ?                       | 1                    |
| Wyspy Owcze | Børge Mørkøre      | ?    | ?              | ?                        | ?                       | 3                    |
| Wyspy Owcze | Jóhan Nielsen      | ?    | 10.07.1940     | ?                        | ?                       | 1                    |
| Wyspy Owcze | Andrias Lava Olsen | ?    | 10.07.1940     | ?                        | ?                       | 2                    |
| Wyspy Owcze | Jákup Olsen        | ?    | ?              | ?                        | ?                       | 2                    |
| Wyspy Owcze | Magni Thomassen    | ?    | ?              | ?                        | ?                       | 1                    |
| ?           | M.P. Thomassen     | ?    | ?              | ?                        | ?                       | 1                    |
|             | ?                  |      |                |                          |                         | 4                    |